# هاليزية
الهالِيزِيَة (الاسم العلمي:Halesia) هي جنس من النباتات يتبع الفصيلة الإصطركية من رتبة الخلنجيات.

## أنواع الهاليزية
- هاليزية ثلاثية (الاسم العلمي:Halesia ternata)
- هاليزية ثنائية الأجنحة (الاسم العلمي:Halesia diptera)
- هاليزية رباعية الأجنحة (الاسم العلمي:Halesia tetraptera)
- هاليزية شبكية (الاسم العلمي:Halesia reticulata)
- هاليزية ضيقة الثمار (الاسم العلمي:Halesia stenocarpa)
- هاليزية كارولينة (الاسم العلمي:Halesia carolina)
- هاليزية مشعرة (الاسم العلمي:Halesia hispida)
- هاليزية مكغريغورية (الاسم العلمي:Halesia macgregorii)
- هاليزية ميهانية (الاسم العلمي:Halesia meehanii)